# Додиннда
Додиннда (фр. Dodinnda) или Додинда — деревня и супрефектура в Чаде, расположенная на территории региона Западный Логон. Входит в состав департамента Лак-Вей.

## Географическое положение
Деревня находится в юго-западной части Чада, к западу от реки Западный Логон, на высоте 508 метров над уровнем моря.
Населённый пункт расположен на расстоянии приблизительно 413 километров к юго-юго-востоку (SSE) от столицы страны Нджамены.

## Население
По данным официальной переписи 2009 года численность населения Додиннды составляла 12 113 человек (5931 мужчина и 6182 женщины). Население супрефектуры по возрастному диапазону распределилось следующим образом: 53,4 % — жители младше 15 лет, 43,6 % — между 15 и 59 годами и 3 % — в возрасте 60 лет и старше.

## Транспорт
Ближайший аэропорт расположен в городе Мунду.